# Saint-Marcel (Quebec)
Saint-Marcel es un municipio canadiense situado en la provincia de Quebec.

## Superficie
Saint-Marcel tiene una superficie de 178,83 km².

## Demografía
En 2021, tenía 422 habitantes, una densidad poblacional de 2,4 hab./km², y 279 viviendas.